# Hosszúszőrű repülőkutya
A hosszúszőrű repülőkutya (Rousettus lanosus) az emlősök (Mammalia) osztályába, azon belül a denevérek (Chiroptera) rendjébe és a nagy denevérek alrendjébe tartozó repülőkutyafélék (Pteropodidae) családjának egyik faja.
A magyar név forrással nincs megerősítve.

## Előfordulása
A Kongói Demokratikus Köztársaság, Etiópia, Kenya, Malawi, Ruanda, Szudán, Tanzánia és Uganda területén honos. Hegyvidéki erdők lakója.

## Megjelenése
Testhossza 13-15 centiméter. Hosszú barna szőre van.